# Mabel Normand
Mabel Ethelreid Normand (New Brighton, 9 de novembro de 1892 — Monróvia, 23 de fevereiro de 1930) foi uma atriz, roteirista e produtora estadunidense do cinema mudo. Era uma popular estrela dos filmes do Keystone Studios de Mack Sennett e, no auge de sua carreira nos fins dos anos 1910 e início dos anos 20, tinha seu próprio estúdio e companhia de produção. Na tela, ela apareceu em uma dúzia de filmes com Charlie Chaplin e em dezessete com Roscoe Arbuckle, algumas vezes escrevendo e dirigindo filmes em que Chaplin era seu parceiro. Ao longo da década de 1920, seu nome foi conectado com escândalos, incluindo o assassinato de William Desmond Taylor em 1922 e o atentado contra de Courtland S. Dines, que foi alvejado com  três tiros pelo chofer de Normand, usando a pistola da atriz. Ela não foi considerada suspeita em nenhum dos casos. Sua carreira cinematográfica entrou em declínio, possivelmente por conta dos escândalos e de uma recaída de tuberculose em 1923, o que causou a deterioração de sua saúde, sua aposentadoria e sua morte em 1930, aos 37 anos.

## Biografia
Nascida Mabel Ethelreid Normand na vizinhança de New Brighton, em 1892, ela cresceu em uma família de classe trabalhadora. Seu pai, Claude Normand, era franco-canadense, e trabalhava como marceneiro num abrigo para idosos. Antes de entrar no palco aos 16 anos em 1909, Mabel foi modelo para artistas, o que incluiu posar para cartões postais ilustrados por Charles Dana Gibson, o criador da Gibson Girl, e para fabricantes de moldes de roupa. 
Por um período curto, ela trabalhou no Vitagraph Studios. Sua performance no curta dramático Her Awakening em 1911, dirigido por D. W. Griffith, chamou atenção, e ela conheceu Mack Sennett enquanto estava Biograph Company de Griffith, marcando o início de uma relação turbulenta. Mais tarde, Sennett levou-a para Califórnia, onde ele fundou o Keystone Studios em 1912. Os primeiros filmes Keystone de Normand retratavam-a como uma moça bonita usando trajes de banho, mas sua habilidade humorística logo veio à tona, e ela se tornou a grande estrela dos curtas de Sennett. Apareceu com Charlie Chaplin e Roscoe Arbuckle em muitos deles, e também com atores que viriam a se tornar ícones, como Oliver Hardy, Stan Laurel, e Boris Karloff.

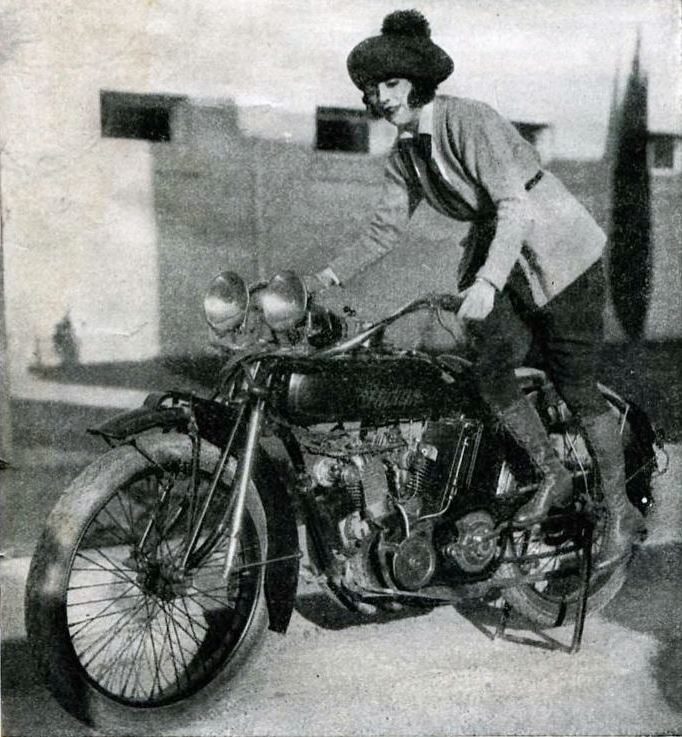
Mabel Normand em sua motocicleta, 1921

Chaplin teve uma dificuldade considerável se ajustando às demandas da atuação cinematográfica. Após sua primeira aparição em Making a Living, Sennett sentiu que Chaplin fora um erro caro de sua parte. A maioria dos historiadores concorda que foi Normand quem o persuadiu a dar uma nova chance a Chaplin, e os dois apareceram em uma dúzia de filmes subsequentes, quase sempre como o casal principal. Em 1914, ela estrelou com Marie Dressler e Chaplin em Tillie's Punctured Romance, o primeiro longa-metragem de comédia.
Em 1918, a relação de Normand e Sennett chegou ao fim. Ela assinou um contrato de $3,500 por semana com Samuel Goldwyn e abriu um estúdio em Culver City.

## Escândalos

### Morte de William Desmond Taylor
Com o diretor William Desmond Taylor, Mabel Normand compartilhava o interesse por literatura, e os dois formaram uma relação próxima. Na noite do assassinato, 1 de fevereiro de 1922, Normand deixou a casa de Taylor às 19:40. O corpo de Taylor foi encontrado na sala de estar na manhã seguinte, com uma bala nas costas. O Los Angeles Police Department a submeteu à uma interrogação exigente, mas eliminou-a da lista de suspeitos.

### Morte de Courtland S. Dines
Em 1924, Joe Kelly, chofer de Normand, matou o milionário e golfista amador Courtland S. Dines com a pistola da atriz. Na época, Dines estava romanticamente envolvido com a amiga de Normand, Edna Purviance. A causa da briga não é clara.

## Fim de carreira e morte
Normand continuou fazendo filmes e assinou contrato com o Hal Roach Studios. Estrelou em Raggedy Rose, The Nickel-Hopper, e One Hour Married (seu último filme), todos coescritos com Stan Laurel, e foi dirigida por Leo McCarey em Should Men Walk Home?
Em 1926, casou-se com o ator Lew Cody, com quem tinha aparecido em Mickey em 1918. Sua saúde se deteriorou muito rápido por causa da tuberculose. Depois de um longo tempo no hospital, a doença a matou em 23 de fevereiro de 1930, em Monróvia, na Califórnia, aos 37 anos. Foi enterrada como Mabel Normand Cody no Calvary Cemetery (Los Angeles).

## Legado
Mabel Normand tem uma estrela na Calçada da Fama.
Seu filme Mabel's Blunder foi adicionado ao National Film Registry em 2009.
No Brasil, "Mabel Normando" é nome de uma rua do bairro Jardim das Fontes, em Parelheiros, extremo sul da cidade de São Paulo.

## Filmografia
- One Hour Married (1927)
- Should Men Walk Home? (1927)
- Anything Once! (1927)
- The Nickel-Hopper (1926)
- Raggedy Rose (1926)
- The Extra Girl (1923)
- Suzanna (1923)
- Oh, Mabel Behave (1922)
- Head Over Heels (1922)
- Molly O' (1921)
- What Happened to Rosa (1920)
- The Slim Princess (1920)
- Pinto (1920)
- Jinx (1919)
- Upstairs (1919)
- When Doctors Disagree (1919)
- The Pest (1919)
- Sis Hopkins (1919)
- Stake Uncle Sam to Play Your Hand (1918)
- A Perfect 36 (1918)
- Peck's Bad Girl (1918)
- Mickey (1918)
- Back to the Woods (1918/II)
- The Venus Model (1918)
- Joan of Plattsburg (1918)
- The Floor Below (1918)
- Dodging a Million (1918)
- Bright Lights (1916)
- He Did and He Didn't (1916/I)
- Fatty and Mabel Adrift (1916)
- Stolen Magic (1915)
- My Valet (1915)
- The Little Teacher (1915)
- Mabel Lost and Won (1915)
- Mabel's Wilful Way (1915)
- Their Social Splash (1915)
- Wished on Mabel (1915)
- That Little Band of Gold (1915)
- Mabel and Fatty's Married Life (1915)
- Mabel, Fatty and the Law (1915)
- Fatty and Mabel at the San Diego Exposition (1915)
- Mabel and Fatty's Simple Life (1915)
- Mabel and Fatty's Wash Day (1915)
- Rum and Wall Paper (1915)
- Getting Acquainted (1914)
- Shotguns That Kick (1914)
- The Sea Nymphs (1914)
- Fatty's Wine Party (1914)
- Tillie's Punctured Romance (1914)
- An Incompetent Hero (1914)
- His Trysting Place (1914)
- Lovers' Post Office (1914)
- Gentlemen of Nerve (1914)
- Mabel's Blunder (1914)
- Hello, Mabel (1914)
- Mabel's Latest Prank (1914)
- The Masquerader (1914/I)
- Those Country Kids (1914)
- The Sky Patente (1914)
- Mabel's New Job (1914)
- Mabel's Married Life (1914)
- A Missing Bride (1914)
- A Gambling Rube (1914)
- Mabel's Busy Day (1914)
- Her Friend the Bandit (1914)
- The Fatal Mallet (1914)
- The Alarm (1914)
- Mabel's Nerve (1914)
- Caught in a Cabaret (1914)
- Where Hazel Met the Villain (1914)
- Mabel at the Wheel (1914)
- Mack at It Again (1914)
- A Film Johnnie (1914)
- Mabel's Strange Predicament (1914)
- Mabel's Bare Escape (1914)
- Won in a Closet (1914)
- In the Clutches of the Gang (1914)
- Mabel's Stormy Love Affair (1914)
- A Glimpse of Los Angeles (1914)
- A Misplaced Foot (1914)
- The Champion (1913)
- Zuzu, the Band Leader (1913)
- Fatty's Flirtation (1913)
- The Gusher (1913)
- Cohen Saves the Flag (1913)
- A Muddy Romance (1913)
- Love Sickness at Sea (1913)
- Fatty at San Diego (1913)
- The Speed Kings (1913)
- A Healthy Neighborhood (1913)
- The Bowling Match (1913)
- When Dreams Come True (1913/I)
- The Faithful Taxicab (1913)
- The Gypsy Queen (1913)
- Mabel's Dramatic Career (1913)
- Mabel's New Hero (1913)
- Baby Day (1913)
- The Riot (1913/I)
- Professor Bean's Removal (1913)
- Love and Courage (1913)
- A Noise from the Deep (1913)
- The Telltale Light (1913)
- For the Love of Mabel (1913)
- The Waiters' Picnic (1913)
- The Speed Queen (1913)
- The Hansom Driver (1913)
- Passions, He Had Three (1913)
- Barney Oldfield's Race for a Life (1913)
- The Foreman of the Jury (1913)
- Hubby's Job (1913)
- Mabel's Awful Mistakes (1913)
- A Little Hero (1913/I)
- That Ragtime Band (1913)
- The Bangville Police (1913)
- Father's Choice (1913/I)
- Those Good Old Days (1913)
- Hide and Seeks(1913)
- Her New Beau (1913)
- On His Wedding Day (1913)
- At Twelve O'Clock (1913)
- Near to Earth (1913)
- The Rube and the Baron (1913)
- Love and Pain (1913)
- Foiling Fickle Father (1913)
- The Two Widows (1913)
- A Strong Revenge (1913)
- The Rural Third Degree (1913)
- The Sleuths at the Floral Parade (1913)
- A Doctored Affair (1913)
- A Red Hot Romance (1913)
- A Tangled Affair (1913)
- The Professor's Daughter (1913)
- Mabel's New Hero (1913)
- Heinze's Resurrection (1913)
- The Battle of Who Run (1913)
- Brothers (1913)
- Just Brown's Luck (1913)
- The Deacon Outwitted (1913)
- The Mistaken Masher (1913)
- For Lizzie's Sake (1913)
- The Cure That Failed (1913)
- A Double Wedding (1913)
- Saving Mabel's Dad (1913)
- Mabel's Stratagem (1912)
- The Duel (1912/I)
- The Drummer's Vacation (1912)
- Mabel's Adventures (1912)
- A Family Mixup (1912)
- A Midnight Elopement (1912)
- Brown's Seance (1912)
- Pat's Day Off (1912)
- A Desperate Lover (1912)
- Mr. Fix-It (1912)
- The Rivals (1912/I)
- A Temperamental Husband (1912)
- The Deacon's Troubles (1912)
- At It Again (1912)
- Mabel's Lovers (1912)
- At Coney Island (1912)
- The Grocery Clerk's Romance (1912)
- Ambitious Butler (1912)
- The Flirting Husband (1912)
- Pedro's Dilemma (1912)
- The Beating He Needed (1912)
- The New Neighbor (1912)
- Cohen Collects a Debt (1912)
- The Water Nymph (1912)
- He Must Have a Wife (1912)
- Mr. Grouch at the Seashore (1912)
- An Interrupted Elopement (1912)
- Tragedy of the Dress Suit (1912)
- The Tourists (1912)
- What the Doctor Ordered (1912)
- A Dash Through the Clouds (1912)
- The New Baby (1912)
- Katchem Kate (1912)
- Neighbors (1912)
- Tomboy Bessie (1912)
- Helen's Marriage (1912)
- When Kings Were the Law (1912)
- The Furs (1912)
- The Fickle Spaniard (1912)
- The Brave Hunter (1912)
- Help! Help! (1912)
- Oh, Those Eyes (1912)
- A Voice from the Deep (1912)
- Hot Stuff (1912)
- A Spanish Dilemma (1912)
- The Engagement Ring (1912)
- The Fatal Chocolate (1912)
- The Mender of Nets (1912)
- Did Mother Get Her Wish? (1912)
- Saved from Himself (1911)
- Why He Gave Up (1911)
- A Victim of Circumstances (1911)
- Their First Divorce Case (1911)
- The Inventor's Secret (1911)
- Through His Wife's Picture (1911)
- The Unveiling (1911)
- Italian Blood (1911)
- The Making of a Man (1911)
- Her Awakening (1911)
- The Revenue Man and the Girl (1911)
- The Squaw's Love (1911)
- The Baron (1911)
- How Betty Won the School (1911)
- The Diving Girl (1911)
- The Strategy of Ann (1911)
- The Subduing of Mrs. Nag (1911)
- Two Overcoats (1911)
- The Changing of Silas Warner (1911)
- A Dead Man's Honor (1911)
- When a Man's Married His Trouble Begins (1911)
- His Mother (1911)
- Picciola; or, The Prison Flower (1911)
- Troublesome Secretaries (1911)
- Betty Becomes a Maid (1911)
- A Tale of Two Cities (1911)
- The Diamond Star (1911)
- Saved from Herself (1911)
- Over the Garden Wall(1910/I)
- Indiscretions of Betty (1910)

## Galeria

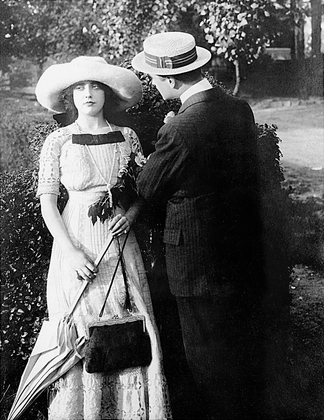
Her Awakening (1911)
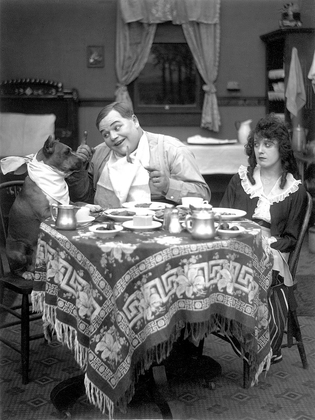
Fatty and Mabel Adrift (1916)
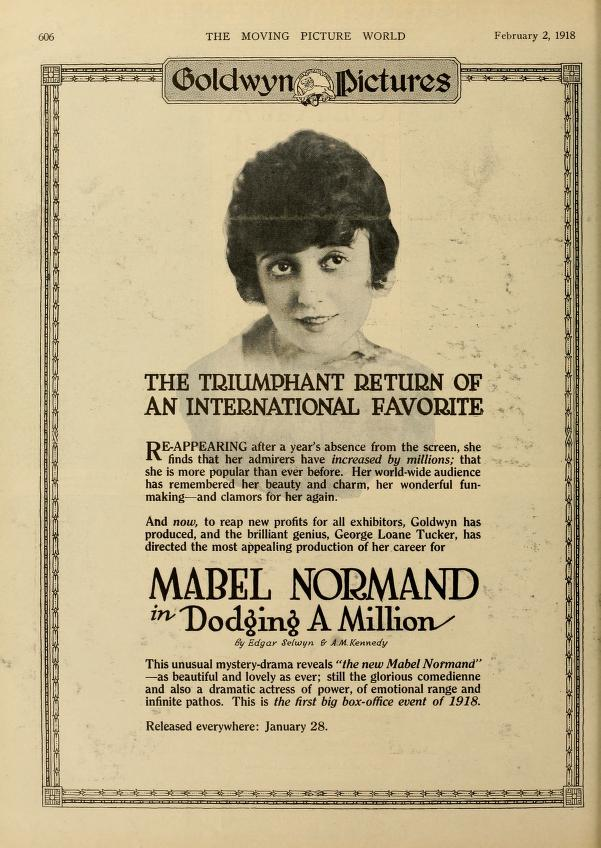
Dodging a Million (1918)
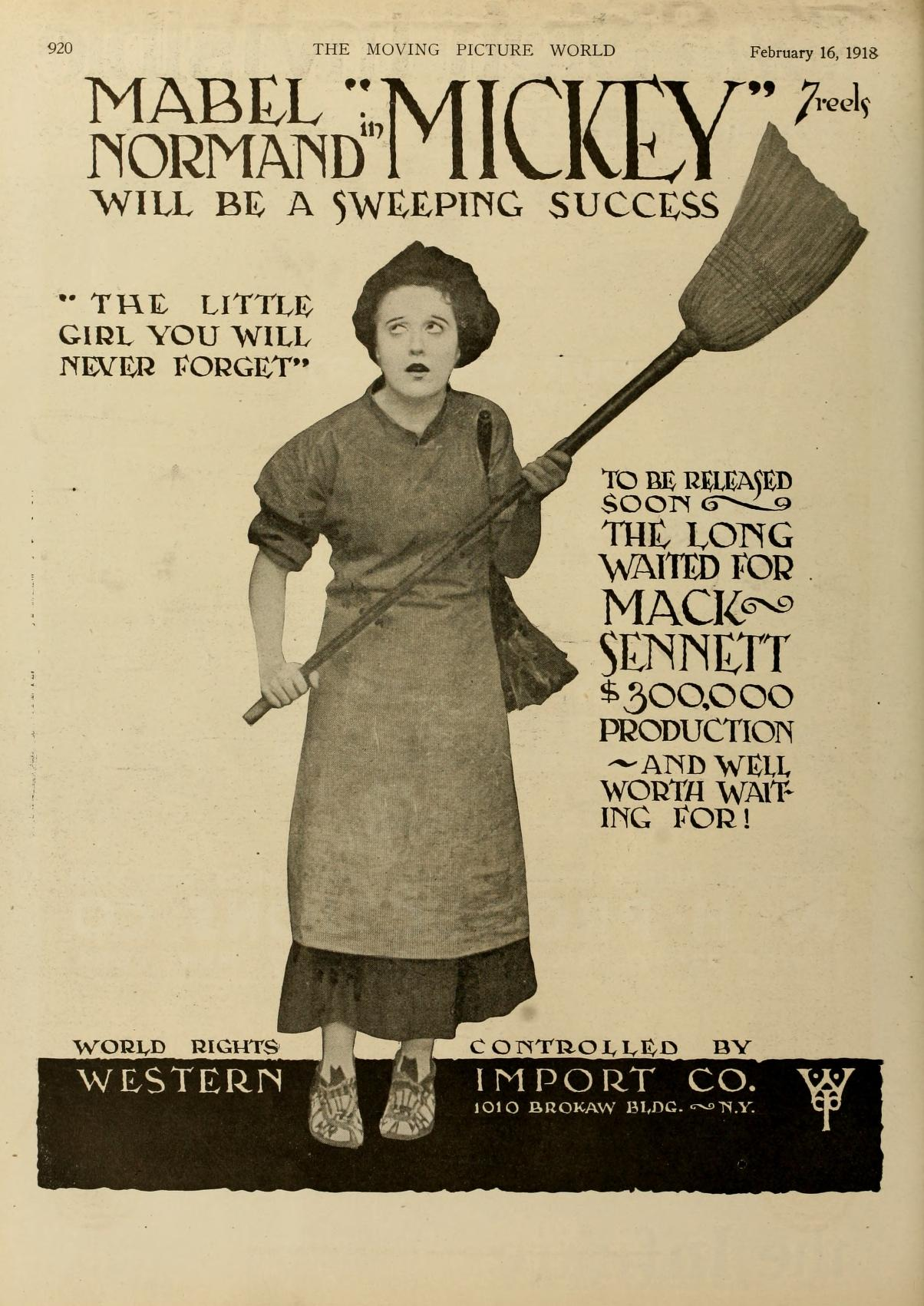
Mickey (1918)
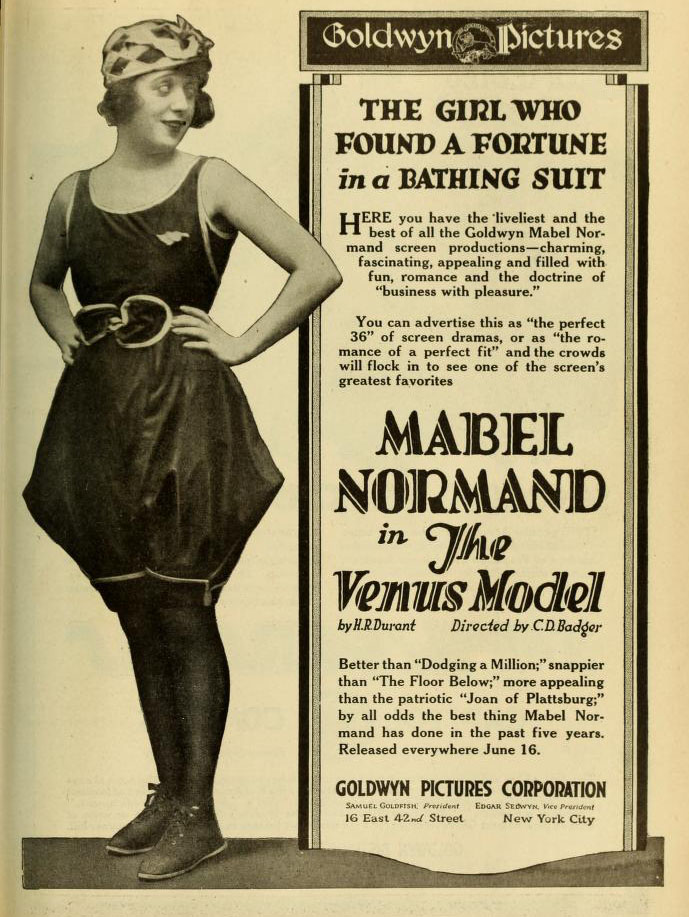
The Venus Model (1918)
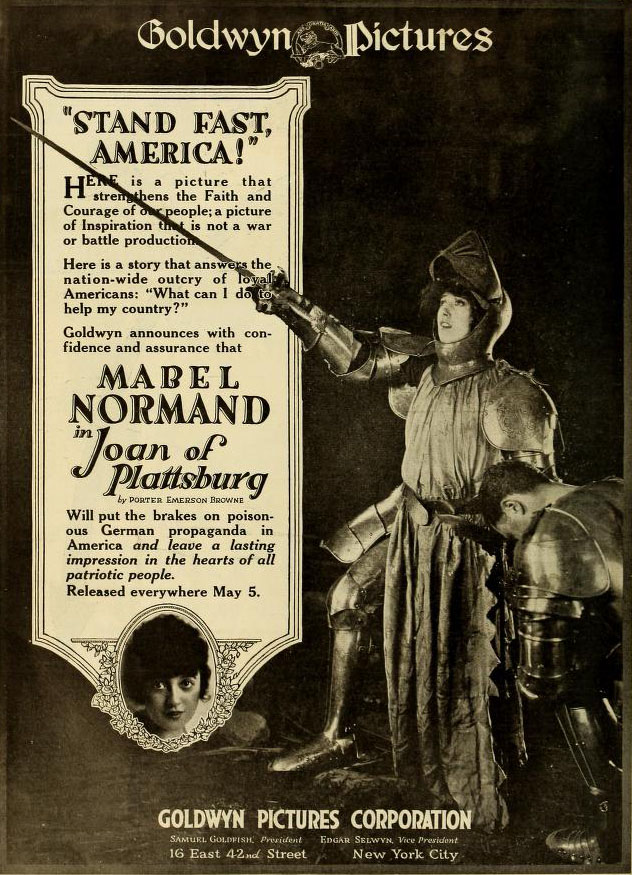
Joan of Plattsburg (1918)
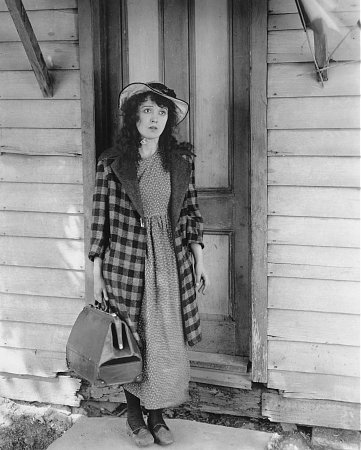
Peck's Bad Girl (1918)
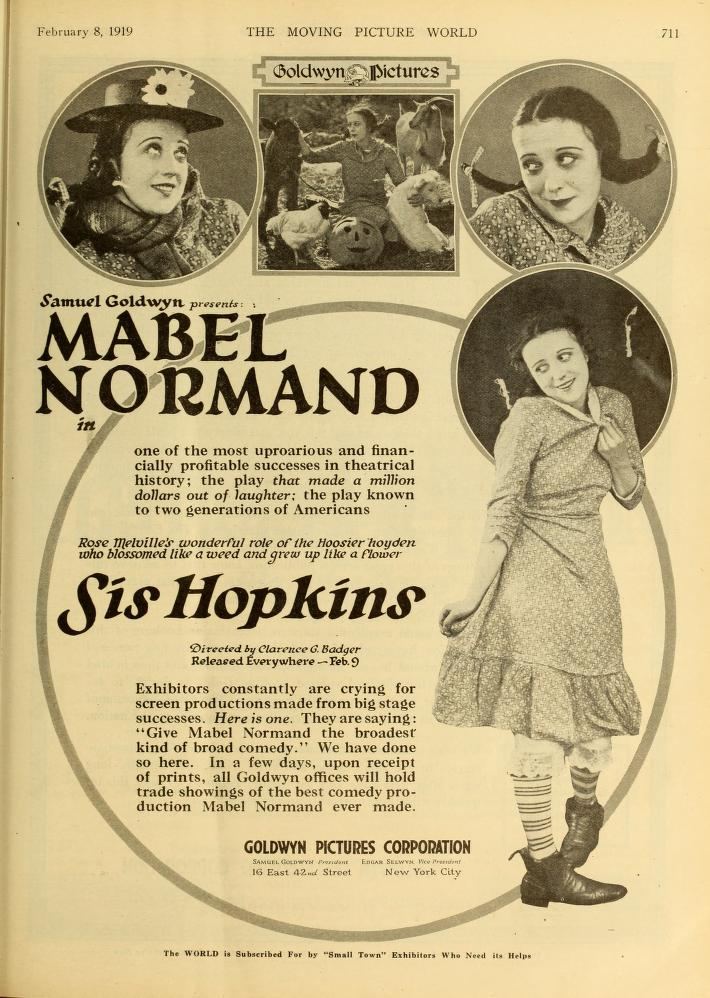
Sis Hopkins (1919)
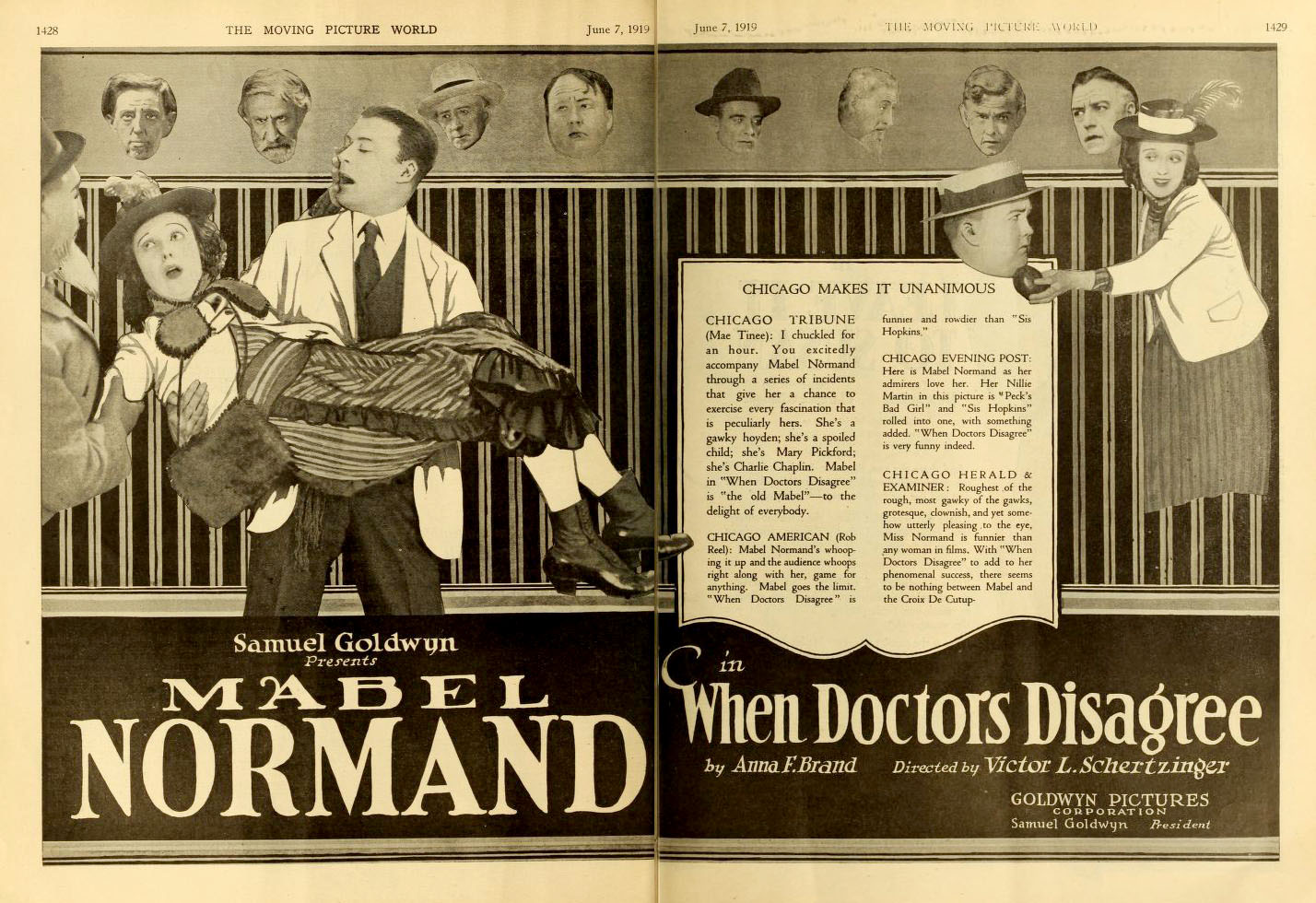
When Doctors Disagree (1919)